# Armonie Sanders
Pour les articles homonymes, voir Sanders.
Armonie Sanders est une actrice française, née le 29 septembre 1988 à Paris.

## Filmographie

### Cinéma
- 1998 : Le Plus Beau Pays du monde - Film français réalisé par Marcel Bluwal
- 2000 : Mercredi, folle journée ! - Film français réalisé par Pascal Thomas
- 2006 : Camping - Film français réalisé par Fabien Onteniente
- 2010 : D'amour et d'eau fraiche  - Film français réalisé par Isabelle Czajka

### Télévision
- 1998 : Les Cordier, juge et flic - Faux-semblants
- 1998 : Telle mère, telle fille
- 1998 : Belle Grand-mère, téléfilm de Marion Sarraut : Adèle
- 1999 : Véga
- 1999 : Parents à mi-temps : Chassés-croisés, téléfilm de Caroline Huppert : Lola
- 1999 : Dessine-moi un jouet téléfilm de Hervé Baslé : Marie Monge
- 2005 : P.J. - épisode : Retrouvailles : Antoinette
- 2006 : Deux amis - Série Chez Maupassant
- 2005 : Engrenages
- 2008 : Joséphine ange gardien
- 2010 : Alice Nevers, le juge est une femme - épisode : Les enfants de la lumière : Chloé Blanchard

### Pubs
- 1993 : V33
- 1993 : Gaz de France
- 1994 : Shell
- 1994 : Fruit d'or
- 1995 : Tonigum
- 1995 : Caprice des dieux
- 1996 : Malabar
- 1996 : Cire d'abeille
- 1997 : Javel Lacroix
- 1997 : Gervais
- 1998 : Wanadoo
- 1998 : Panzani
- 1998 : Alsa
- 1999 : Lesieur
- 1999 : Capitaine Choc
- 2001 : Macif